# AK Pictoris
AK Pictoris även känd som HD 48189, är en dubbelstjärna belägen i den södra delen av stjärnbilden Målaren. Den har en skenbar magnitud av ca 6,18 och är mycket svagt synlig för blotta ögat där ljusföroreningar ej förekommer. Baserat på parallaxmätning inom Hipparcosuppdraget på ca 47,0 mas, beräknas den befinna sig på ett avstånd på ca 69 ljusår (21 parsek) från solen. Den rör sig bort från solen med en heliocentrisk radialhastighet på ca 32 km/s. Stjärnan ingår i rörelsegruppen AB Doradus, en grupp av stjärnor med gemensam egenrörelse.

## Egenskaper
Primärstjärnan AK Pictoris A är en gul till vit stjärna i huvudserien av spektralklass G2 Den har en massa som är ca 1,03 solmassa, en radie som är ca 1,22 solradie och utsänder energi från dess fotosfär motsvarande ca 1,45 gånger solen vid en effektiv temperatur av ca 5 900 K.
Följeslagaren AK Pictoris B är en orange till gul stjärna i huvudserien av spektralklass K5: som utsänder energi från dess fotosfär motsvarande ca 0,25 gånger solen vid en effektiv temperatur av ca 4 400 K. 
De två stjärnor kretsar kring varandra med en omloppsperiod av 217,6 år, separerade med 2,004 bågsekunder. Primärstjärnan är en stjärna av spektraltyp G med egenskaper liknande solens, medan följeslagaren är en stjärna av spektraltyp K. Primärstjärnan är en ung BY Draconis-variabel, en klass av variabla stjärnor som härleder sin variation från stjärnrotation. Den är också känd för att vara värd för en stoftskiva, sett utifrån dess överskott på infraröd strålning.